# 114
Cette page concerne l'année 114  du calendrier julien. Pour l'année 114 av. J.-C., voir 114 av. J.-C. Pour le nombre 114, voir 114 (nombre).
L'année 114 est une année commune qui commence un dimanche.

## Événements
- 7 janvier : Trajan, parti en octobre de Rome, entre à Antioche aux côtés d'Hadrien. Il quitte cette ville pour une campagne en Arménie au printemps[1].
- Avril : Trajan laisse Hadrien à Antioche et conduit ses troupes vers Satala, au nord-est de l'Anatolie, par Samosate et Mélitène. Il ignore les envoyés de Parthamasaris qui lui offre sa soumission et envahit l'Arménie avec 80 000 hommes (huit légions et les auxiliaires). Parthamasaris, convoqué à Elegeia, est déposé puis assassiné semble-t-il sur ordre de Trajan. L'Arménie est conquise à la fin de l'été et devient une éphémère province romaine (fin en 118)[2].
- Automne : Trajan marche vers le sud et atteint le bassin du Tigre par la passe de Bitlis ; il négocie avec les princes mésopotamiens : Mannos, le chef des Arabes de Singara, Manisaros de Gordyène, Mebarsapes, roi de l'Adiabène. Après la prise de Nisibe, Trajan accepte les offres de paix et d'alliance d'Abgar, le roi d'Osroène, et passe l'hiver à Édesse, pendant que Lusius Quietus avance vers le sud-est à partir de Nisibe. Il occupe la place stratégique de Singara et aurait avancé aussi loin que Hatra et Libbana sur le Tigre[3].

## Décès en 114
- Parthamasiris d'Arménie.
- Ulpia Marciana.